# Jag är livets bröd
Jag är livets bröd är en psalm med text hämtad från Johannesevangeliet 6:35 och Psaltaren 145:15-16 och musik skriven av Staffan Hedin 1983.

## Publicerad i
- Psalmer i 90-talet som nummer 920 under rubriken "Psaltarpsalmer och Cantica"
- Psalmer i 2000-talet som nummer 963 under rubriken "Psaltarpsalmer och Cantica".